# Додда о
Додда о (канн. ದೊಡ್ಡ ಓ - большое о), окараву (канн. ಓಕಾರವು) — буква алфавита каннада, обозначает долгий «О» (огубленный гласный заднего ряда средне-верхнего подъёма, санскр. дирга свара о), используется в начале слова, внутри слова передаётся с помощью внутристрочного постпозитивного сварачихнама (диакритического знака) отва дирга ೋ . Отва диргу можно представить, как комбинацию етва дирги и комбу дирги. В грамматике, частица -ಓ (- ೋ) может встречаться в разговорной речи в конце слова для выражения сомнения, что может переводится, как «разве».
- Отва дирга